# Carlos Alberto Carreño Marín
Carlos Alberto Carreño Marín (Bogotá, 5 de julio de 1977), también conocido como Sergio Marín, es un político, y exguerrillero colombiano. Actualmente es miembro de la Cámara de Representantes por Bogotá.

## Biografía
Nació en Bogotá, es el segundo hijo de una familia de clase media conformada por el contador público boyacense William Carreño Novoa y Nubia Marín Vélez, ama de casa antioqueña. Debido a la actividad laboral de su padre, funcionario del desaparecido Instituto de Mercadeo Agropecuario (IDEMA), creció entre Bogotá, Sincelejo, El Espinal e Ibagué. Inició estudios de economía en la Universidad Nacional de Colombia (Bogotá) en el año 1995 y se graduó en el año 2025 como economista de la Universidad Nacional Abierta y a Distancia UNAD.

### Militancia Política
Ha desempeñado a lo largo de más de 26 años de militancia revolucionaria distintas responsabilidades. Inició su militancia en la Juventud Comunista Colombiana siendo integrante de su Comité Central y responsable del trabajo universitario de la JUCO en Bogotá. Dirigente estudiantil en la década de los 90, ayudó a fortalecer la Asamblea Nacional de Estudiantes Universitarios ANEU predecesora de la Asociación Colombiana de Estudiantes Universitarios ACEU, de cuyo congreso constitutivo en Cartagena fue uno de los principales organizadores.
Designado negociador en los Diálogos de Paz en La Habana en el 2013, le correspondió hacer parte del equipo que acordó los términos del “Cese al Fuego y de Hostilidades Bilateral y Definitivo y la Dejación de Armas”, además de ser responsable de comunicaciones de la Delegación de Paz y coordinador y director del proceso de transición del noticiero “Informativo Insurgente” a “Nueva Colombia Noticias”.
Fue elegido integrante de la Dirección Nacional del partido Fuerza Alternativa Revolucionaria del Común hoy Comunes Colombia en su congreso constitutivo en el 2017 y Consejero Político del partido en Bogotá en el 2018.
También es integrante de la Comisión Política Distrital del movimiento Marcha Patriótica (movimiento político) en Bogotá.
Desde el año 2018 ejerce como Representante a la Cámara por el partido Comunes (Colombia) haciendo parte de la Comisión Tercera de Asuntos Económicos, y actualmente es candidato y cabeza de lista a la Cámara por la circunscripción de Bogotá en representación de dicha formación política.
En su actividad parlamentaria, se ha destacado por los debates de control político, la defensa de la paz y de su implementación, y por la consulta permanente a sus electores sobre los distintos temas que le competen. Ha llevado a cabo más de 15 Audiencias Públicas, siendo el congresista que más ha recurrido a ese mecanismo democrático.